# 纳沃伊
诺沃伊位于乌兹别克斯坦东部，是纳沃伊州的首府。
市名來自帖木兒王朝詩人和政治家阿里希尔·纳沃伊。